# Sheena Patel
Pour les articles homonymes, voir Patel.
Sheena Patel est une romancière britannique. Elle fait partie du collectif 4 BROWN GIRLS WHO WRITE, avec lequel elle a publié son premier ouvrage, This Is What Love Is, en 2021.
Son premier roman, I'm a Fan, a été publié par Rough Trade Books en 2022. Il a reçu des distinctions telles que le Discover Book of the Year aux British Book Awards (en) 2023 et le prix du meilleur premier roman de The Observer en 2022. Il a notamment été présélectionné pour le Prix féminin de fiction 2023.

## Jeunesse et éducation
Patel est une immigrante de deuxième génération, avec un père kenyan-indien et une mère mauricienne. Née dans le nord-ouest de Londres, elle s'est montrée une lectrice compulsive dès son plus jeune âge, lisant ce qu'elle décrit comme une grande quantité de « livres sales ». 
Elle a étudié la littérature anglaise à l'université Queen Mary, aux côtés de Sharan Hunjan et Rosh Goyate. Ces trois femmes, avec Sunnah Khan, ont formé en 2017, le collectif 4 BROWN GIRLS WHO WRITE.

## Carrière
Le collectif s'est produit au Festival Fringe d'Édimbourg avant de publier son premier recueil en 2021. Sheena Patel a écrit I'm a Fan après l'assaut du Capitole du 6 janvier, lorsqu'elle a observé que « l'amour, la haine et la destruction sont devenus étroitement liés, et j'ai pensé, c'est ce que c'est que d'être amoureux de quelqu'un qui est émotionnellement indisponible ». Le roman a été un succès critique et a remporté plusieurs prix,,,,.
Patel a déjà travaillé dans le cinéma et la télévision en tant qu'assistante réalisatrice.